# Platynocera
Platynocera es un género de insecto coleóptero de la familia Chrysomelidae.

## Especies
Las especies de este género son:
- Platynocera anicohi (Bechyne & Bechyne, 1961)
- Platynocera glabra (Blake, 1936)
- Platynocera murina (Blanchard, 1846)
- Platynocera peruviana (Bechyne, 1956)